# Desmia tenuimaculata
Desmia tenuimaculata là một loài bướm đêm trong họ Crambidae.